# Purim Rattanaruangwattana
Purim Rattanaruangwattana (tiếng Thái: ปุริม รัตนเรืองวัฒนา, phiên âm: Pu-rim Rát-ta-na-rương-vát-tha-na, sinh ngày 21 tháng 5 năm 1997) còn có nghệ danh là Pluem (ปลื้ม, Plươm), là một ca sĩ và diễn viên người Thái Lan gốc Hoa. Anh bắt đầu đóng phim điện ảnh Grean Fictions và TV series, Grean House. Anh đóng nhiều phim truyền hình lẫn điện ảnh qua nhiều năm.
Pluem được biết đến qua vai Inthanu (“In”) - My Dear Loser: Edge of 17. Pluem tiếp tục đảm nhận vai Inthanu - My Dear Loser: Happy Ever After và Our Skyy.

## Đời tư
Purim được sinh ra và lớn lên tại Chiang Mai, Thailand, có hai anh em, trong đó một anh trai. Anh nói giọng Bắc Thái lẫn giọng Bangkok. Anh có bố là người Hoa  và mẹ là người Thái. Nghệ danh "Pluem" có nghĩa là vui vẻ và hạnh phúc.
Năm 2016, anh tốt nghiệp trường The Prince Royal's College tại Chiang Mai, Thailand.
Hiện tại, anh theo học Khoa Political Science and Public Administration - đại học Chiang Mai. Điểm trung bình GPA là 3. Tháng 8 năm 2019, anh bắt đầu thực tập.

## Sự nghiệp
Để thực hiện ước mơ hồi nhỏ là cảnh sát, Pleum học trường bổ túc. Ở đó, anh gặp đạo diễn Chookiat Sakveerakul trong khi được vào studio.
Sự nghiệp đóng phim vào 2013. Anh bắt đầu nghĩ sự nghiệp của anh kết thúc sau Grean Fictions. Tuy nhiên, anh vẫn tiếp tục nổi trội khi tham gia cả phim lẫn truyền hình.
Năm 2015 Pluem từng là thành viên nhóm nhạc SLEEPRUNWAY với Kao Jirayu-La-ongmanee, JJ Kritsanapoom Pibulsonggram, Nontanun Anchuleepradit và Chalat Gamol.
Phim truyền hình tham gia từ 2014 đến 2017 gồm Greanhouse: The Series, Fly To Fin, Slam Dance, và My Dear Loser.
In 2017, Pluem tham gia phim điện ảnh Siam Square.
In 2018, ngoài thủ vai lại Inthanu trong Our Skyy, Pluem còn đóng phim Happy Birthday: The Series, với vai Tonmai - nhân vật có chị gái đã mất đúng ngày cậu ra đời, chị gái cậu sau này trở thành hồn ma.
Pluem còn hợp tác với các diễn viên GMMTV, chủ yếu là Chimon Wachirawit Ruangwiwat, vai Sun trong My Dear Loser và Our Skyy.
Phim tiếp theo là One Night Steal, hợp tác với Perawat Sangpotirat, Sing Harit Cheewagaroon, Jan Ployshompoo Supasap, Punpun Sutatta Udomsilp.

## Phim tham gia

### Phim điện ảnh
| Năm  | Tựa            | Vai   | Ghi chú   |
| ---- | -------------- | ----- | --------- |
| 2013 | Grean Fictions | Mon   | Vai chính |
| 2017 | Siam Square    | Muwan | Vai phụ   |

### Phim truyền hình
| Năm  | Tựa                                                           | Vai          | Ghi chú   |
| ---- | ------------------------------------------------------------- | ------------ | --------- |
| 2014 | Greanhouse: The Series                                        | Mon          | Vai chính |
| 2015 | Fly to Fin                                                    | Bassist      | Vai chính |
| 2016 | Love Songs Love Stories: Rao Mee Rao                          | Weera        | Vai chính |
| 2016 | Love Songs Love Series: Kaup Koon Tee Ruk Gun                 | Nan          | Vai phụ   |
| 2017 | Love Songs Love Series To Be Continued: Kaup Koon Tee Ruk Gun | Nan          | Vai phụ   |
| 2017 | Slam Dance                                                    | Ryu          | Vai chính |
| 2017 | My Dear Loser: Edge of 17                                     | Inthanu "In" | Vai chính |
| 2017 | Please...Seiyng Reiyk Wiyyan                                  | Ghost        | Khách mời |
| 2017 | My Dear Loser: Happy Ever After                               | Inthanu "In" | Khách mời |
| 2018 | Happy Birthday                                                | Tonmai       | Vai chính |
| 2018 | Our Skyy: In-Sun                                              | Inthanu "In" | Vai chính |
| 2019 | One Night Steal                                               | Nueng        | Vai phụ   |
| 2020 | Angel Beside Me                                               | Angel        | Khách mời |
| 2020 | Friend Zone 2: Dangerous Area                                 | Locker       | Vai chính |
| 2021 | Baker Boys                                                    | Krathing     | Vai chính |
| 2022 | Don't Touch My Gang                                           | Ohm          | Vai chính |
| 2022 | P.S I Love You                                                |              | Vai chính |
| 2022 | Ten Years Ticket                                              |              | Vai chính |

## Sản phẩm ca nhạc
Đĩa đơn
| Năm  | Tựa                              | Hãng       | Ghi chú |
| ---- | -------------------------------- | ---------- | ------- |
| 2017 | อย่าทำร้ายYah Tum Rai              | GMM Grammy | [ 4 ]   |
| 2020 | ก่อนเขาตัดสินใจKorn Kao Tad Sin Jai | GMM Grammy | [ 5 ]   |

Sleep Runway
| Year | Title                              | Label  | Ref.  |
| ---- | ---------------------------------- | ------ | ----- |
| 2015 | พร้อมเสี่ยง Phrom Siang               | —      | [ 6 ] |
| 2015 | เผื่อเธอยังไม่รู้ Phuea Thoe Yang Mai Ru | True4U | [ 7 ] |
| 2015 | ฝันของเรา Fan Khong Rao             | True4U | [ 8 ] |

The Comet (One Night Steal)
| Năm  | Tựa                              | Hãng       | Ghi chú |
| ---- | -------------------------------- | ---------- | ------- |
| 2020 | ไม่กลัวMai Glua                    | GMM Grammy | [ 9 ]   |
| 2020 | ไปด้วยกัน..ไหม?Pai Duai Kan...Mai? | GMM Grammy | [ 10 ]  |